# NGC 7286
NGC 7286 је лентикуларна галаксија у сазвежђу Пегаз која се налази на NGC листи објеката дубоког неба.
Деклинација објекта је + 29° 5' 48" а ректасцензија 22h 27m 50,5s. Привидна величина (магнитуда) објекта NGC 7286 износи 12,6 а фотографска магнитуда 13,5. Налази се на удаљености од 20,443 милиона парсека од Сунца. NGC 7286 је још познат и под ознакама UGC 12043, MCG 5-53-2, CGCG 495-2, KAZ 289, PGC 68922.